# 嘉弥真島

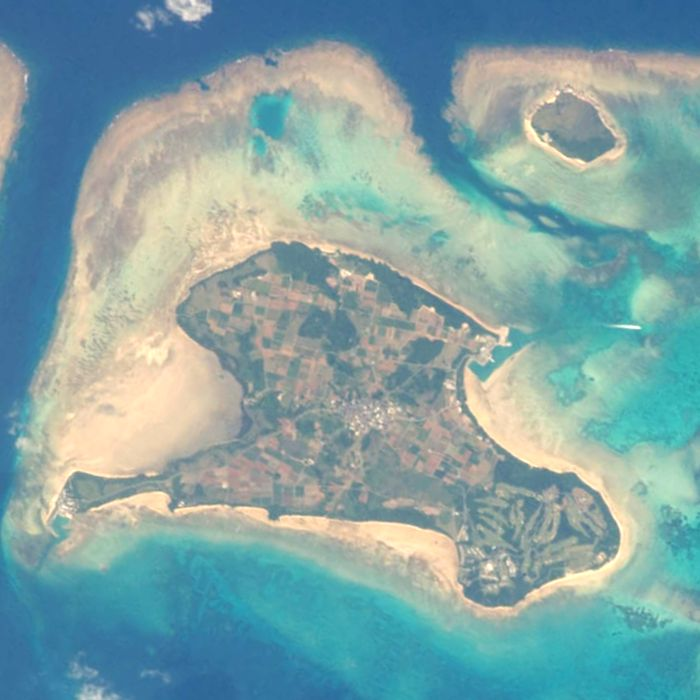
嘉弥真島（右上）と小浜島（中央）

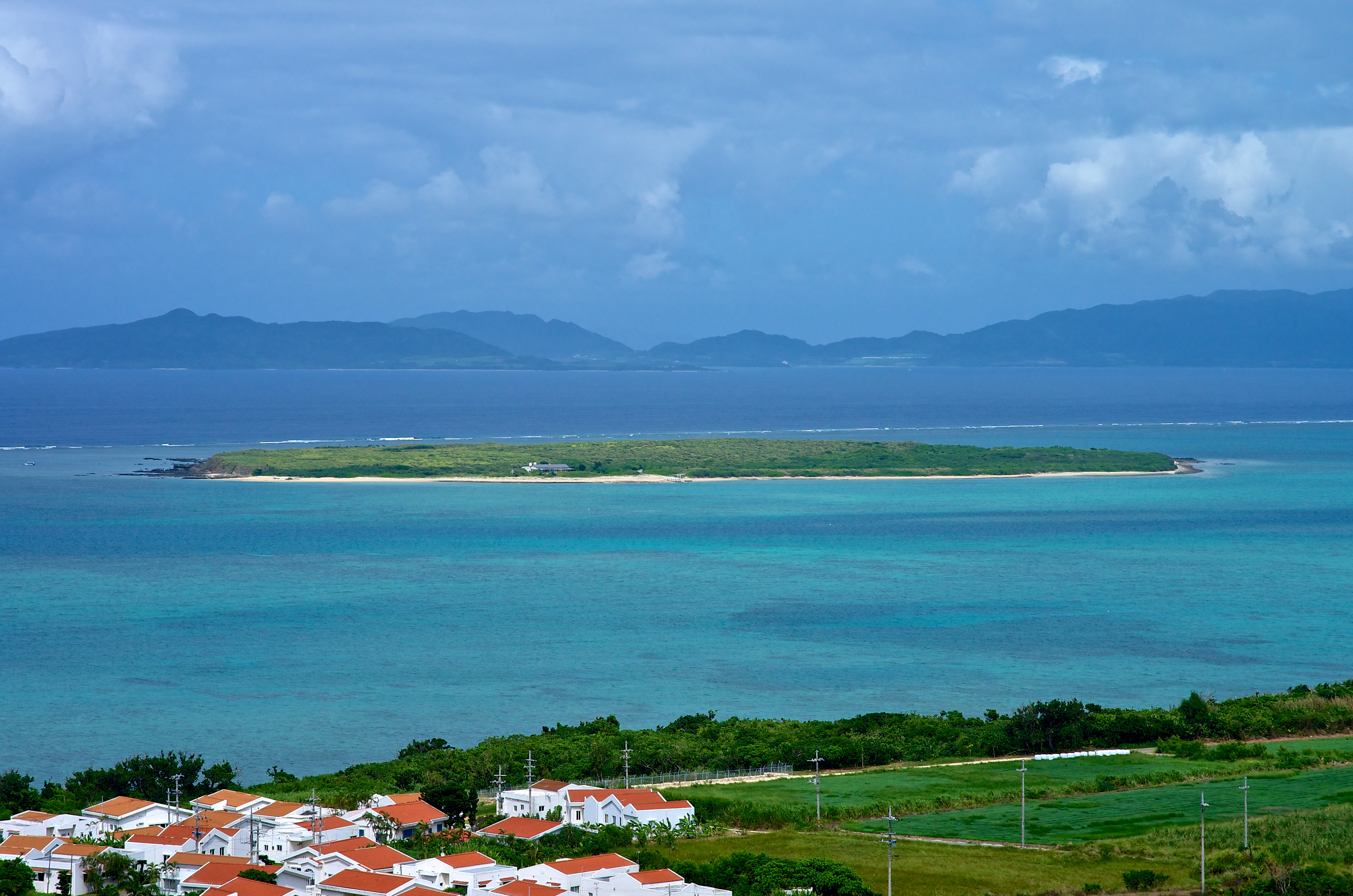
小浜島大岳から見た嘉弥真島

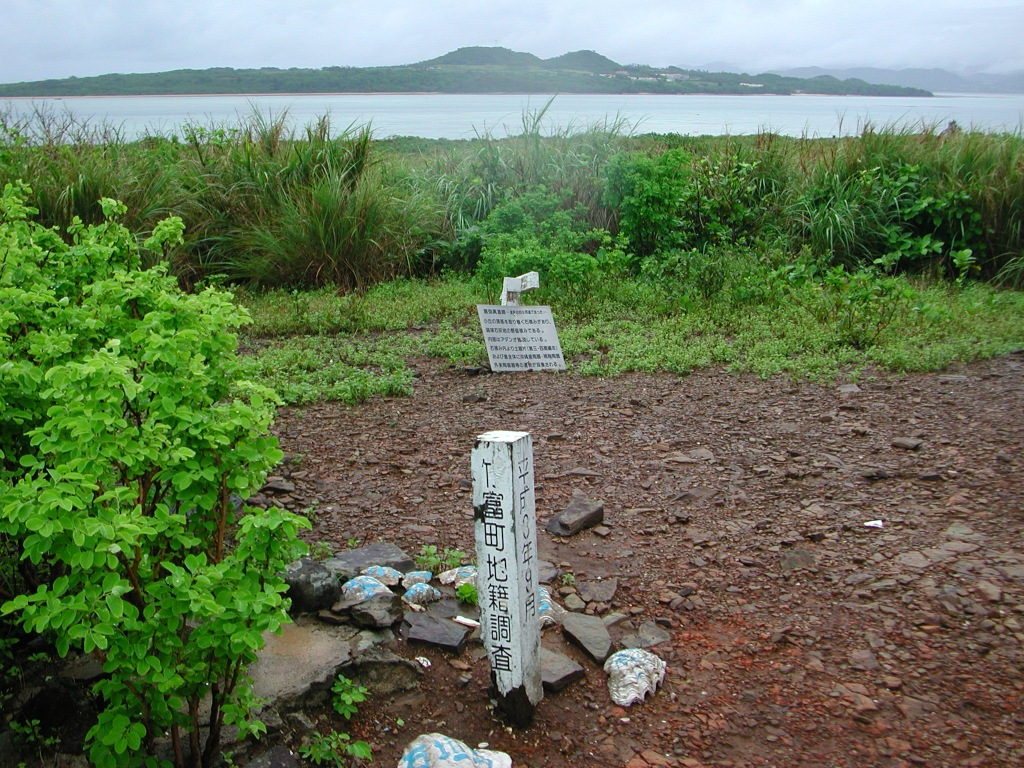
嘉弥真島の最高地点。奥に見えるのは小浜島（2004年9月14日撮影）

嘉弥真島（かやまじま）は、八重山列島の島である。行政区分としては沖縄県八重山郡竹富町に属する。

## 概要
石垣島の西約15キロメートル、小浜島の北東約2キロメートルに位置する、周囲約2.5キロメートルの平坦な島である。
2022年12月末現在の住民基本台帳人口は1人で、沖縄県では有人島としているが、無人島とされることも多い。美ら花グループの加屋真島観光開発が、竹富町からこの島を賃借して管理を行っている。

### 人口の推移
| 年度 | 2011年 | 2012年 | 2013年 | 2014年 | 2015年 | 2016年 | 2017年 | 2018年 | 2019年 | 2020年 | 2021年 | 2022年 |
| ---- | ------ | ------ | ------ | ------ | ------ | ------ | ------ | ------ | ------ | ------ | ------ | ------ |
| 人口 | 2人    | 2人    | 2人    | 2人    | 2人    | 2人    | 2人    | 2人    | 2人    | 1人    | 1人    | 1人    |

| 年   | 1990年 | 1995年 | 2000年 | 2005年 | 2010年 | 2015年 | 2020年 |
| ---- | ------ | ------ | ------ | ------ | ------ | ------ | ------ |
| 人口 | 1人    | 0人    | 4人    | 4人    | 6人    | -      | -      |

### 島名の表記
平成14年内閣府告示第10号（沖縄特別振興特別措置法施行令の規定に基づき離島を指定した件）では「嘉弥真島」と表記されている一方、国土地理院の2万5千分の1地図では「加屋真島」と表記されている。
島を賃借する美ら花グループは、グループ企業の社名を加屋真島観光開発株式会社とする一方、催行するツアー等では「カヤマ島」と表記している。

## 地理
最高地点の標高は19m。島には高い樹木がないので360度の遠望が可能である。

### 地質
地質的には、八重山変成岩類（石垣島のトムル層、小浜島の舟崎変成岩類に相当する層）からなる。変成斑れい岩や泥質片岩が見られ、片理は北西-南東から東西に走向し、南へ緩く傾斜する。

### 生物
海岸の砂浜ではハマゴウが繁茂し、背後地にはアダンやテリハクサトベラ等の潮風に強い樹木が分布してマント群落を形成している。その背後の内陸部は、高木相ではなくチガヤやススキの草原となっているが、これが嘉弥真島の植物相の特徴となっている。北側海岸の崖上にはコウライシバ、シオカゼテンツキ、ソナレムグラ等が見られる。
島内には天然記念物のオカヤドカリが生息している。環境省レッドリストで絶滅危惧II類に指定されているコアジサシの営巣地となっており、留鳥ではイシガキヒヨドリ、オサハシブトガラス、セッカ、メジロ等が見られる。また、メダイチドリ、シロチドリ等がこの島で越冬する。
また、ウサギの島としても知られ、約450羽のウサギが生息している。このウサギは1943年頃に小浜島の夫婦が放した6匹が増殖したものであるという。
石西礁湖に位置する小浜島から嘉弥真島や浜島にかけての海底にはサンゴが広く分布しており、小浜島西側のヨナラ水道から嘉弥真島や浜島の北側を経て竹富島までの海域は、「竹富島タキドゥングチ・石西礁湖北礁・ヨナラ水道海域公園地区」として西表石垣国立公園の海域公園地区に指定されている。

## 歴史
島の東側に位置する丘の頂上に石積みの遺跡が残されており、遠見台的な用途であったと考えられている。また、この丘の頂上付近から土器片や沖縄産陶器、南東側の低地で15世紀頃の中国産陶磁器が出土しており、少なくとも2つの時期の遺跡が存在する可能性が指摘されている（早稲田編年第III、IV期）。
近世には、小浜島の住民が通って、田畑を耕作したり、牧場を開いたりした。また、船の避難所に適していたことから、1751年には、小浜島の農民を移住させて津口（港）の管理にあたらせるよう、八重山在番が蔵元を通じて琉球王府に上申したが認められなかったとの記録が、琉球王府と八重山蔵元の往復文書集である「参遣状」に残っている。
2001年（平成13年）に放送されたNHK連続テレビ小説『ちゅらさん』は、小浜島を主な舞台としており、この島でも一部の撮影が行われた。
2013年（平成25年）2月26日には、島の1/4を焼く火事が発生している。

## 観光
美ら花グループの加屋真島観光開発が竹富町から島を賃借して管理を行っており、同グループの旅行代理店部門である三和トラベル等の業者が石垣港または小浜島からシュノーケリングやスキューバダイビングなどの観光ツアーを催行している。
2018年（平成30年）からは毎年7月7日に「カヤマ島七夕星まつり」が行われている。第1回の2018年（平成30年）には、1泊2日で約200名が参加し、星空観測会や夏川りみらによるライブが行われた。

### 施設
南西側海岸にシャワー、更衣室、水洗トイレを備えたレストハウスがあり、キャンプが可能。電気や水道はない。また、レストハウスでは雨水や井戸水を利用しているため、飲用はできない。

## 交通
簡易的な浮桟橋が整備されている。定期航路はないが、小浜島から3トン以下の小型船がチャーター運航しており、ツアーや、渡し船で渡航が可能である。
竹富町では、航路の浚渫と船着場の整備を進めており、整備後には19トン級の船舶の入港や、石垣-嘉弥真島間の直行便の就航が可能になる予定である。